# Гроссман, Хайка
Хайка Гроссман (20 ноября 1919 года — 26 мая 1996 года) — израильский политик, член Кнессета. В юности была сионистским лидером в Восточной Европе, партизанкой и подпольщицей в гетто.

## Биография
Родилась в Белостоке. В молодости вступила в движение Хашомер-Хацаир и была отправлена в Брест-Литовск. Когда началась Вторая мировая война, она переехала в Вильнюс, где принимала активное участие в подпольном руководстве Ха-Шомер ха-Цаир. После вторжения нацистов в Советский Союз в 1941 году она вернулась в Белосток, где помогла организовать подпольное движение в Белостокском гетто. Она служила курьером между этим гетто и гетто Вильнюса, Люблина, Варшавы и других. По поддельным документам ей удалось выдать себя за польку по имени Халина Воранович. Она была членом ячейки «Антифашистский Белосток» вместе с другими молодыми еврейками, выдававшими себя за полячек — Марилой Ружецкой, Лизой Чапник, Хасей Белицкой (Боренштейн), Аной Руд и Бронкой Виницкой (Клибански). Она участвовала в восстании в Белостокском гетто в августе 1943 года и была членом еврейского партизанского отряда, действовавшего в этом районе.
В 1948 Хайка Гроссман репатриировалась в Израиль.
В 1969—1988 годах была членом Кнессета. Много занималась социальной политикой и правами женщин. Проводила законы о праве на аборт, в пользу молодежи, находящейся в зоне риска и против избиения детей родителями.
В 1993 году в возрасте 73 года упала после церемонии зажжения факелов на День независимости Израиля, куда была приглашена зажечь факел. Пролежала в коме три года и скончалась в 1996 году.

## Награды
- Орден «Крест Грюнвальда»